# Da Undaground Heat, Vol. 1
Da Undaground Heat, Vol. 1 è il settimo album in studio della rapper statunitense MC Lyte, pubblicato nel 2003.

## Tracce
1. Intro (featuring Jamie Foxx) – 2:55
2. Ride Wit Me – 3:34
3. What Ya'll Want – 3:42
4. Phone Check 1 Interlude (featuring Biz Markie, Naughty by Nature, Queen Latifah) – 1:23
5. Fire – 3:34
6. Bklyn (Live That) – 3:38
7. Lyte Tha Emcee Pt. 2 – 3:34
8. Phone Check 2 Interlude (featuring Janet Jackson, Milk Dee) – 0:55
9. Where Home Is (featuring Jamie Foxx) – 4:11
10. Phone Check 3 Interlude (featuring Spliff Star) – 1:03
11. U Got It – 3:07
12. God Said Lyte – 3:26
13. Phone Check 4 Interlude Outro (featuring Big Tigger, Jamie Foxx) – 2:43
14. Ride Wit Me (Clean Edit) – 3:37
15. U Can't Stop It – 3:29
16. Supastar – 4:00
17. God Said Lyte (A Cappella Version) – 3:21